# Provinz Cádiz
Die Provinz Cádiz (spanisch Provincia de Cádiz, über arabisch قَادِس / qādis, lateinisch Gādēs und altgriechisch Γᾱ́δειρᾰ von phönizisch גדר „Mauer, Festung“) ist eine der acht Provinzen in der autonomen Region Andalusien in Südspanien. Die Hauptstadt ist Cádiz, die größte Stadt Jerez de la Frontera. Die Einwohner der Provinz nennen sich Gaditanos.

## Geografische Lage
Die Provinz Cádiz liegt im Südwesten Andalusiens und hat eine Fläche von 7.435,85 km². Sie grenzt im Norden an die Provinzen Huelva und Sevilla, im Osten an die Provinz Málaga und im Süden an das britische Überseegebiet Gibraltar sowie an das Mittelmeer und an den Atlantischen Ozean.
Cádiz ist die südlichste Provinz auf dem spanischen Festland, ihre Südspitze – die Punta de Tarifa – ist der südlichste Punkt des europäischen Festlandes. Aufgrund der Lage am Meer herrscht in der Provinz ein im Vergleich zu anderen Teilen Andalusiens gemäßigtes Klima (Jahresdurchschnittstemperatur ca. 17,6 °C bei 3200 Sonnenstunden).
Die Küste hat eine Gesamtlänge von etwa 260 km. Davon entfallen 138 km auf Strände, der Sand ist fein und hell, das Wasser ist klar.

## Bevölkerung
In der Provinz Cádiz leben 1.254.291 Einwohnern (Stand: 2024). Die Bevölkerungsdichte beträgt 169 Einwohner pro Quadratkilometer.

## Comarcas
Wie alle Provinzen Andalusiens wurde auch die Provinz Cádiz mit Wirkung seit dem 28. März 2003 in Comarcas eingeteilt.

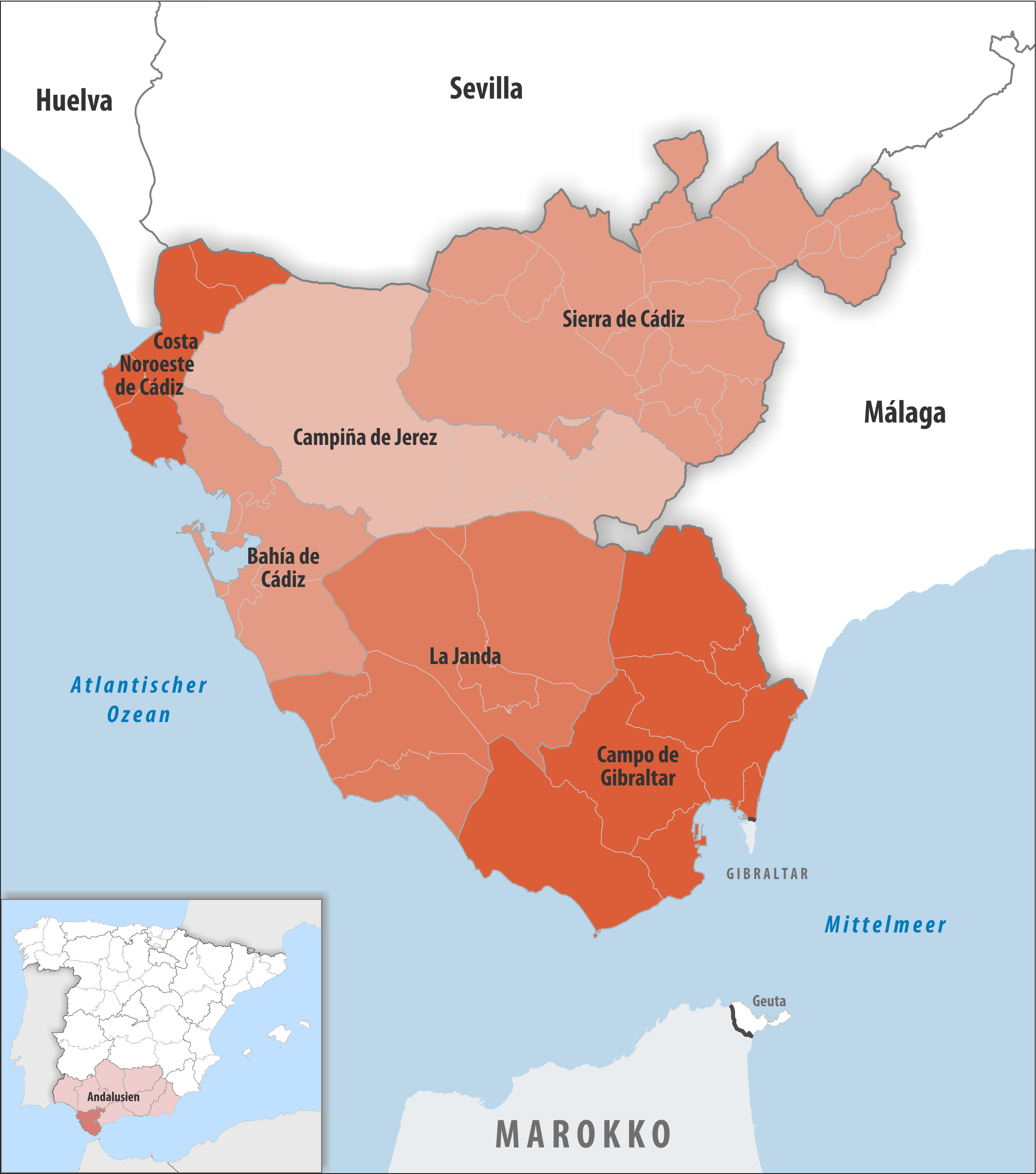
Comarcas in der Provinz Cádiz

| Comarca                 | Gemeinden | Einwohner (2024) | Fläche km² | Dichte Einw./km² | Hauptort              |
| ----------------------- | --------- | ---------------- | ---------- | ---------------- | --------------------- |
| Bahía de Cádiz          | 5         | 426.464          | 603,70     | 706              | Cádiz                 |
| Campiña de Jerez        | 2         | 218.160          | 1.412,18   | 154              | Jerez de la Frontera  |
| Campo de Gibraltar      | 8         | 278.823          | 1.527,45   | 183              | Algeciras             |
| Costa Noroeste de Cádiz | 4         | 126.358          | 357,86     | 353              | Sanlúcar de Barrameda |
| La Janda                | 7         | 89.340           | 1.536,49   | 58               | Medina-Sidonia        |
| Sierra de Cádiz         | 19        | 115.146          | 1.998,17   | 58               | Arcos de la Frontera  |
| Provinz Cádiz           | 45        | 1.254.291        | 7.435,85   | 169              | Cádiz                 |

## Gerichtsbezirke

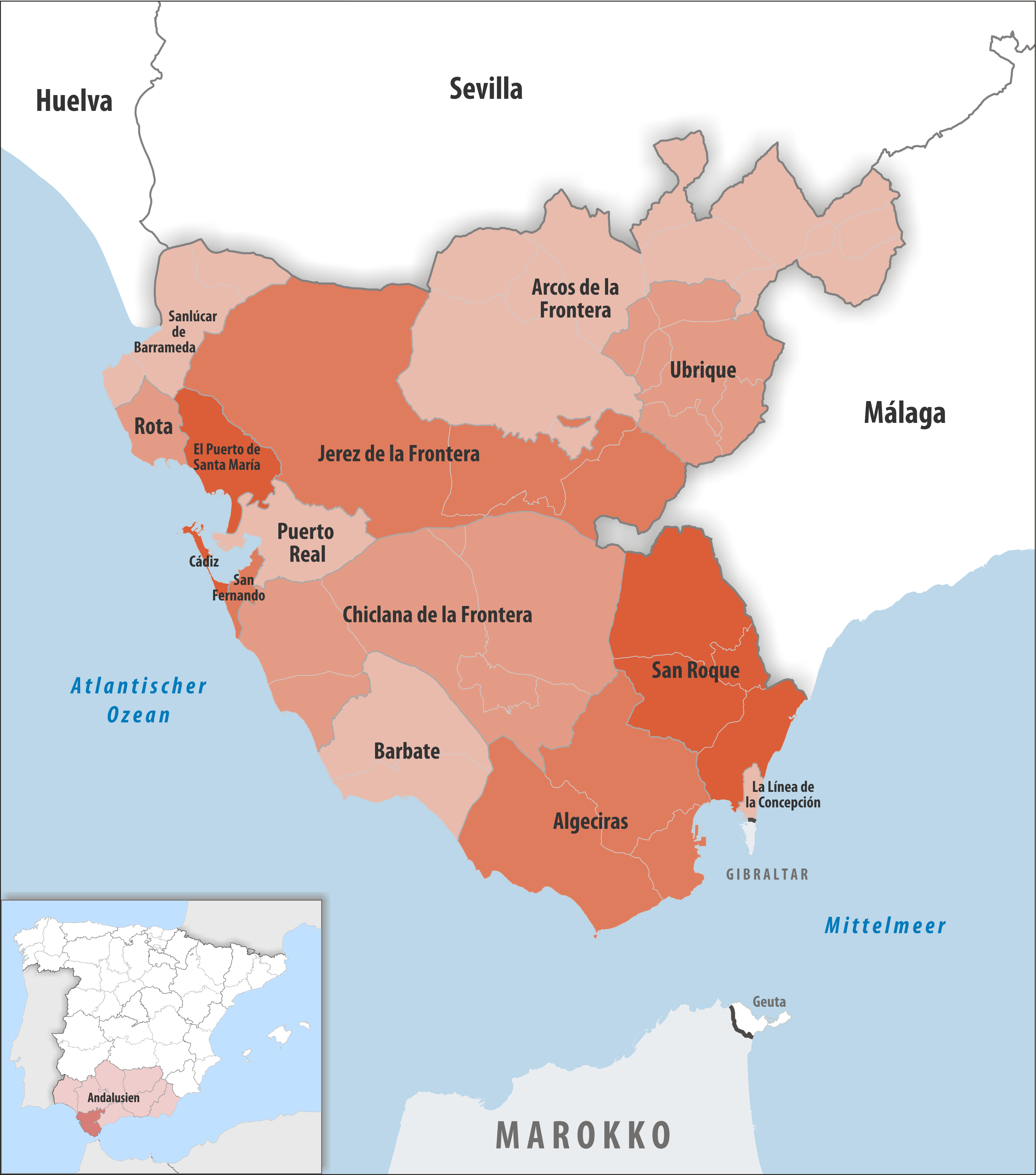
Gerichtsbezirke in der Provinz Cádiz

| Gerichtsbezirk            | Gemeinden | Einwohner (2024) | Fläche km² | Dichte Einw./km² | Hauptquartier             |
| ------------------------- | --------- | ---------------- | ---------- | ---------------- | ------------------------- |
| Algeciras                 | 3         | 168.046          | 836,80     | 201              | Algeciras                 |
| Arcos de la Frontera      | 12        | 86.222           | 1.525,35   | 57               | Arcos de la Frontera      |
| Barbate                   | 2         | 35.624           | 406,24     | 88               | Barbate                   |
| Cádiz                     | 1         | 110.914          | 12,30      | 9.017            | Cádiz                     |
| Chiclana de la Frontera   | 6         | 143.510          | 1.335,70   | 107              | Chiclana de la Frontera   |
| Jerez de la Frontera      | 2         | 218.160          | 1.412,18   | 154              | Jerez de la Frontera      |
| La Línea de la Concepción | 1         | 64.177           | 19,27      | 3.330            | La Línea de la Concepción |
| Puerto Real               | 1         | 42.151           | 195,96     | 215              | Puerto Real               |
| El Puerto de Santa María  | 1         | 89.960           | 159,34     | 565              | El Puerto de Santa María  |
| Rota                      | 1         | 29.552           | 84,01      | 352              | Rota                      |
| Sanlúcar de Barrameda     | 3         | 96.806           | 273,85     | 354              | Sanlúcar de Barrameda     |
| San Fernando              | 1         | 93.645           | 30,65      | 3.055            | San Fernando              |
| San Roque                 | 4         | 46.600           | 671,38     | 69               | San Roque                 |
| Ubrique                   | 7         | 28.924           | 472,82     | 61               | Ubrique                   |
| Provinz Cádiz             | 45        | 1.254.291        | 7.435,85   | 169              | Cádiz                     |

### Größte Orte

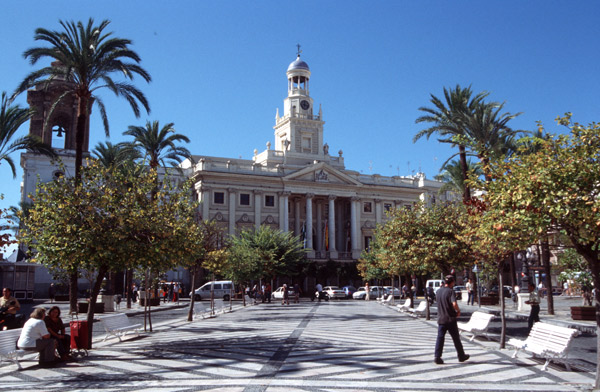
Rathaus von Cádiz, der Hauptstadt der gleichnamigen Provinz und einer der ältesten Städte Europas

Die folgenden 21 Gemeinden hatten im Jahre 2024 mehr als 10.000 Einwohner.
| Gemeinde                  | Einwohner |
| ------------------------- | --------- |
| Jerez de la Frontera      | 213.688   |
| Algeciras                 | 124.978   |
| Cádiz                     | 110.914   |
| San Fernando              | 93.645    |
| El Puerto de Santa María  | 89.960    |
| Chiclana de la Frontera   | 89.794    |
| Sanlúcar de Barrameda     | 69.876    |
| La Línea de la Concepción | 64.177    |
| Puerto Real               | 42.151    |
| San Roque                 | 34.190    |
| Arcos de la Frontera      | 31.046    |
| Rota                      | 29.552    |
| Los Barrios               | 24.404    |
| Conil de la Frontera      | 23.996    |
| Barbate                   | 22.709    |
| Chipiona                  | 19.915    |
| Tarifa                    | 18.664    |
| Ubrique                   | 16.439    |
| Vejer de la Frontera      | 12.915    |
| Villamartín               | 12.169    |
| Medina-Sidonia            | 11.764    |

Kleinste Gemeinde ist Villaluenga del Rosario mit 462 Einwohnern.